# ماگدالنا (بوئنوس آیرس)
ماگدالنا (به اسپانیایی: Magdalena) یک منطقهٔ مسکونی در آرژانتین است که در Magdalena Partido واقع شده‌است. ماگدالنا ۹٬۲۹۴ نفر جمعیت دارد و ۲۱ متر بالاتر از سطح دریا واقع شده‌است.